# 노부나가의 야망 전국군웅전
《노부나가의 야망 전국군웅전》(일본어: 信長の野望・戦国群雄伝)은 1988년에 코에이에서 발매된 PC용 역사 시뮬레이션 게임으로, 노부나가의 야망 시리즈의 세 번째 작품이다. 간단하게 '군웅전'이라고 줄여 말하기도 한다. 후에 MSX2나 플레이스테이션 등으로도 발매되었다. 휴대전화 전용 어플리로서도 이식되었다. 윈도우판은, 코에이 25주년 기념팩의 Vol.4에 수록되어 있는 것은 PC-98판의 복각으로, 정번 시리즈의 것과는 다르다. 음악은 간노 요코가 담당했다.

## 개요
센고쿠 다이묘를 선택하여 모든 영토를 빼앗아, 전국통일을 목표로 하는 게임이다.
전작에서 개량된 점 중 첫째는, 후의 시리즈에서는 표준 룰이 된 배하 무장의 개념이 생긴 것이다. 전국에서 약 400명의 실재 무장이 각지에서 다이묘 아래에 배치되고, 각 무장의 행동력 파라미터가 규정치에 도달하면 각 무장에게 몇 번이고 커맨드를 실행시킬 수 있다. 다만, 행동력의 회복은 매월 무장의 정치력의 30%씩(최고 200)이므로 무장의 정치력이 높은 것은 중요하다. 다음으로 전투의 야전에 아침, 낮, 밤의 개념이 생겨, 밤에는 적 부대에게 야습을 거는 것도 가능하게 되었다. 나아가 농성전도 등장했다.
내정 커맨드도 폭이 넓어져, 전투에 전념해 영토를 확장하든지, 내정을 꼼꼼하게 하는 것 등 플레이어의 자유도는 높아졌다. 이처럼 새로운 요소가 많이 포함된 본작이지만, 용량 부족 때문인지, 도호쿠와 규슈의 다이묘가 사라졌다.
또, 전작처럼 역사 이벤트로 '혼노지의 변(本能寺の変)'을 발생시킬 수 있다. 숨은 이벤트도 있고, 혼노지의 변 이벤트는 그 후의 시리즈에서도 수록된 기본 이벤트의 하나가 되었다. 그리고 강대한 세력을 가진 다이묘에게 막부에 의한 토벌 명령을 발할 수 있는 요소도 있다.
전작에 비해서 BGM의 수도 늘어났고, 오다 노부나가(織田信長) 전용 BGM(통상 시, 전투 시 모두)도 준비되었다. 일반 다이묘의 메인 테마나 기능 커맨드의 테마 등, 그 후의 시리즈에서도 편곡되어 반복 사용되고 있는 곡도 있다.
본작에서 처음으로 등장한 요소가 많은 작품이지만, 용량의 한계로 등장하는 무대가 간토에서 주고쿠·시코쿠 지방까지로 줄어, 도호쿠나 규슈가 생략되었기 때문에 다테 씨나 시마즈씨 등은 등장하지 않는다. 다테 씨에서는 다테 시게자네(伊達成実)가 낭인으로 등장한다.
또 전투에서는 야전에서의 밤 이외는 1턴으로 이동 후에 추격이 가능하지 않기 때문에, 쳐들어갔을 때에 자국의 성이 하나 정도라면 농성전에서 1의 병력(100명)이어도, 적 부대에게 인접할 때마다 1칸씩 피해서 30일을 버티면 수비 측의 승리로 이끌 수 있는 테크닉이 있다.

## 배하 무장의 등장
본작 이후의 작품처럼 다이묘만이 아닌, 배하 무장도 등장하게 되었다. 그렇지만 무장의 얼굴 이미지는, 전용 이미지가 준비되어 있는 것은 다이묘와 각지의 유명 무장뿐이었다. 그들 이외의 무장은, 몇 개의 패턴에 수염을 붙이거나 눈의 모양을 바꾸거나 하여 구별하고 있다. 흔히 말하는 몽타쥬 얼굴이다. PC판은 기종에 따라 해상도가 다르기 때문에, 얼굴 이미지에 PC-88, MSX2 등의 200 라인용과 PC-98, X68000 등 400 라인용이 있어 눈의 모습이 약간 다르다. 공략본에서는 400 라인용이 게재되었다. 이시다 미쓰나리(石田三成), 마에다 도시이에(前田利家), 구로다 간베에(黑田官兵衛) 등 일부 무장의 얼굴은 400 라인용에서는 전면적으로 새롭게 만들어졌다. 하타케야마 요시쓰나 등 이후 작품의 토대가 되고 있는 얼굴 이미지도 있지만, 마에다 도시이에나 니와 나가히데 등 동떨어진 얼굴을 하고 있는 무장도 있다.
전투 시의 병종(兵種)은 기마, 아시가루, 철포의 3 종류로 각 무장의 병종은 처음부터 결정되어 있고, 변경은 불가능하다. 시나리오 시작 때의 다이묘의 병종은 기본적으로 '기마'이지만, 사다유(佐大夫, 철포)나 혼간지 고사(本願寺光佐, 아시가루)라는 예외도 존재한다. 또, 시나리오 1과 시나리오 2에서는 병종이 다른 무장도 일부 존재한다. 예를 들면 하시바 히데요시(羽柴秀吉)는 시나리오 1에서는 아시가루지만 시나리오 2에서는 기마이다.
일국의 통치에는 반드시 1명의 무장이 필요해서, 무장을 배치하지 않은 구니는 공백지가 되기 때문에, 무장의 수가 충분하지 않으면 클리어하지 못한다. 이를 보완하기 위해, PC판의 일부 기종에서는 무장이 1명 죽을 때마다, 가공의 무장을 자동 생성하는 시스템이 있다. 그러나 실재 무장과 구별이 되지 않게 될 우려가 있고, 또 용량의 사정 등으로, 패미컴판 등에서는 이 사양이 삭제되었다. 대신에 게임 시작 때는 미성년이지만, 시간이 지나면 성년이 되는 무장(당연히 실재의 인물)이 몇 명 추가되었다. 후의 작품에서는 무장의 수명이 사실보다 길게 조정되었거나, 가보 등에 의해 수명을 늘리는 것이 가능하지만, 본작에서는 죽은 해(살해나 할복의 경우나 다이묘는 제외)의 3월에 자동적으로 사망하게 되어 있다.
무장의 능력치에 대해서는 정치, 전투, 매력, 야망의 4개뿐으로, 후의 시리즈에 비해 상당히 단순하다. 정치력과 전투력을 합한 수치가 150을 넘는 무장은, 그 구니의 군사가 되어 커맨드 실행 시에 조언을 해 준다. 단, 조언의 적중률은 정치력이 높은 무장 쪽이 높다. 전투에서는, 부대가 1대 1로 밖에 대치할 수 없게 되었기 때문에 대 다이묘의 강함이 현저하게 드러난다.
그러나 지방의 마이너 다이묘의 배하 무장의 평가는 낮고, 특히 '붉은 귀신(赤鬼)'이라고 두려워 했던 하타노 가의 아카이 나오마사(본작에서는 아기노 나오마사荻野直正로 등장), 아자이 가의 이소노 가즈마사 등은, 후의 작품의 설정에 비해 능력치가 상당히 낮았다. 이마가와 우지자네는 후의 작품, 예를 들면 《혁신》에서는 정치만은 높게 설정되어 있지만, 본작에서는 정치와 전투는 10대(병사 100으로도, 우에스기 겐신(上杉謙信) 등 강력한 무장에게 공격 당하면 일격에 전멸하기도 한다)이며 매력도 낮고, 이마가와 가를 잇게 하면 이반하는 가신이 속출할 정도이다. 반대로 모리 데루모토(毛利輝元)나 도쿠가와 히데타다(德川秀忠) 등 후년의 작품보다 확실히 능력이 높게 설정된 무장도 존재한다. 등장하는 무장의 자손으로부터, 선조의 평가가 낮다고 하는 항의도 있었다고 한다. 후의 시리즈에서는 이러한 약소 다이묘 가문에 대한 취급도 개선되었다.
이에 비해 유명한 다이묘 가문, 특히 다케다 가나 오다 가는 국력이 높고, 무장의 능력치도 높게 설정되어 있다. 우에스기 가, 호죠 가 등은 국력이나 다이묘의 능력은 높지만, 배하 무장은 대부분이 과소평가되었다.
1560년 시점의 다이묘 본인을 제외한 군사급 무장은 이하와 같다.
- 우에스기 가 : 우사미 사다미쓰
- 호죠 가 : 호죠 쓰나시게(北条綱成)
- 다케다 가 : 야마가타 마사카게, 고사카 마사노부, 바바 노부후사(馬場信房), 나이토 마사토요, 야마모토 간스케(山本勘助), 다케다 노부시게(武田信繁)
- 오다 가 : 시바타 가쓰이에(柴田勝家), 하시바 히데요시
- 사이토 가 : 다케나카 한베에
- 아시카가 가 : 호소카와 후지타카
- 미요시 가 : 마쓰나가 히사히데(松永久秀)
- 스즈키 가 : 스즈키 시게히데
- 모리 가 : 모리 다카모토, 고바야카와 다카카게(小早川隆景), 깃카와 모토하루, 시미즈 무네하루
- 아마고 가 : 야마나카 시카노스케
- 죠소카베 가 : 고소카베 지카야스

또한 본작의 발표 당시 NHK의 대하드라마로는 《다케다 신겐》을 방송하고 있었는데, 게임 종료 시의 메시지는 전술한 대하드라마 종료 시의 대사이기도 했다.
무장 이외에도, 나나오 성 등 실재로 난공불락이라 일컬어지는 성이, 게임 상에서는 매우 공략하기 쉬운 성이거나, 오다와라성처럼 실제로도 견고하기는 했지만 그것을 가미해도 이상할 정도로 견고한 성이 있는 등, 사실의 조사가 무른 점을 지적받았다. 후에 출판된 다음 작 《무장풍운록》의 공략본에서, 나나오 성의 주인이었던 하타케야마 요시쓰나에게 '《군웅전》은 너무나도 나를 바보 취급했다. 군신이라고 불린 신겐 마저도 낙성시키지 못하고 지쳤다'라고 말하게 하고 있다.
기종에 따라 다른 점으로 패미컴판에서는, 충성도가 100인 적장도 금1로 간단하게 빼내올 수 있는 버그가 있었다. 반대로 금 100 등으로는 빼낼 수 없다.

## 참수 시의 대사
유명한 무장이 참수될 때에는 독자적인 대사를 하므로, 보다 감정이입을 할 수 있다.
```
오다 노부나가: 인생 오십 년 하늘 아래서 죽지 않는 자...
도요토미 히데요시: 이슬로 떨어져 이슬로 사라지는 것이 우리의 운명인가...
도쿠가와 이에야스: 기다리는 것만으로 천하를 도모 할 수 없는 것을...
다케다 신겐: 시체는 스와 호에 수장 시켜 주시오...
우에스기 겐신: 비사문천의 가호도 이것으로 끝인가...
이마가와 요시토모: 네놈 따위에게 이 목을 뺏기다니... 무상하다...
호조 우지야스: 이제 우리 호조가도 끝? 우리 호조도 삼대까지 인가...
모리 모토나리: 그대의 영웅주의에 감복드리는 바이오...   삼시훈도 그대를 이길 수 없구려..
```

## 혼노지의 변
'야마시로국에 노부나가가 있고, 병사가 소수이다', '단바국에 아케치 미쓰히데(明智光秀) 및 아케치 히데미쓰(明智秀満)가 있다'의 2 조건이 겹치면 혼노지의 변이 일어난다. PC-98판에서는 후자가 '단바 국 혹은 오미국에 아케치 미쓰히데가 있다'라는 조건으로 바뀌었다.